# Hahntennjoch
Das Hahntennjoch, seltener auch Hantenjoch oder Hantennjoch genannt, ist ein 1894 m ü. A. hoher Gebirgspass in Österreich, der das obere Inntal mit dem Tiroler Lechtal verbindet. Die von Imst (B189) nach Elmen (B198) führende Straße ist 29 km lang. Sie ist als Aussichtsstraße besonders bei Motorradfahrern beliebt. Aber auch viele Radfahrer versuchen sich hier aus sportlichem Ehrgeiz.
Die Hahntennjoch-Straße bedeutet vor allem für die Bewohner des oberen Lechtals eine kürzere Verbindung in das Inntal im Vergleich zum Fernpass oder Flexenpass (über den Arlberg). Die kurvenreiche, enge Straße weist Steigungen bis zu 18,9 % auf und ist für Fahrzeuge über 14 t, Anhänger über 2 Tonnen und Wohnanhänger gesperrt. In den Wintermonaten (meist von November bis Ende April) besteht auf der Straße generell Wintersperre.
Vom Hahntennjoch aus kann man in 1½ Stunden über das Steinjöchl die Anhalter Hütte (2042 m) oder in 3 Stunden über den Scharnitzsattel (2441 m) die Muttekopfhütte (1934 m) erreichen.

## Straßenverlauf
Von der Imster Oberstadt verläuft sie 13,9 km lang als Landesstraße 246 über die Teilwiesen (Linserhof) und das enge Salvesental an der Maldonalm vorbei zur Passhöhe auf 1894 m. Diese bildet die Grenze zwischen den Gemeinden Imst und Pfafflar und gleichzeitig zwischen den Bezirken Imst und Reutte.
Auf Außerferner Seite führt die Straße 5,2 km lang als Landesstraße 72 über Pfafflar nach Boden. Der weitere Verlauf auf 10,3 km durch das Bschlaber Tal und Bschlabs bis nach Elmen im Lechtal trägt die Bezeichnung L 266 Bschlaber Straße.

## Naturgefahren
Die Hahntennjoch-Straße ist durch Naturgefahren wie Lawinen, Steinschlag und Muren gefährdet. Besonders bei Unwettern besteht eine akute Gefahr durch Vermurungen und Steinschlag aus den Schotterhängen entlang der Strecke. Im Jahr 2004 wurde ein automatisiertes System mit zwei meteorologischen Messstellen am Hahntennjoch und auf der Muttekopfhütte installiert, das bei drohender Gefahr funkgesteuert Verkehrsampeln auf Rot schaltet und damit eine entsprechende Absperrung der Straße erwirkt.

## Geschichte
Pfafflar (1288 erstmals urkundlich erwähnt) und das Bschlaber Tal wurden vom Raum Imst aus über das Hahntennjoch besiedelt, ebenso Gramais. Die drei Ortschaften Pfafflar, Boden und Bschlabs sind aus Almen entstanden, die zur Gemeinde Imst gehörten. Im 13. und 14. Jahrhundert richteten die Imster Grundherren Schwaighöfe ein. 1448 wurde der Schwaighof Maldon wegen der Klimaschwankungen mit Gletschervorstößen in eine Alm umgewandelt. Bis etwa Mitte des 17. Jahrhunderts musste auch mit den Verstorbenen zur Beerdigung in Imst das Hahntennjoch überquert werden.
1930 wurde die Bschlaber Landstraße von Elmen nach Bschlabs gebaut, die dann ca. fünf Jahre später von Boden Richtung Bschlabs weitergebaut wurde. Die Straße konnte ab 1937 mit dem Auto bis Bschlabs befahren werden und ab 1947 bis nach Boden. Durch die neue Straße waren die Gemeinden besser an das Lechtal angebunden und so kamen 1938 die Orte Gramais und Pfafflar vom Bezirk Imst zum Bezirk Reutte. So wurde das Hahntennjoch Bezirksgrenze. Von 1950 bis 1969 wurde dann eine Straße von Imst bis Boden gebaut und konnte 1969 für den Verkehr freigegeben werden. Seitdem kann man das Hahntennjoch mit Kraftfahrzeugen überqueren. Mit der Fertigstellung der Hahntennjochstraße wurde das bis dahin abgeschiedene Dörfchen Bschlabs – wenigstens in den Sommermonaten – durch den regen Durchzugsverkehr belebt.

## Galerie

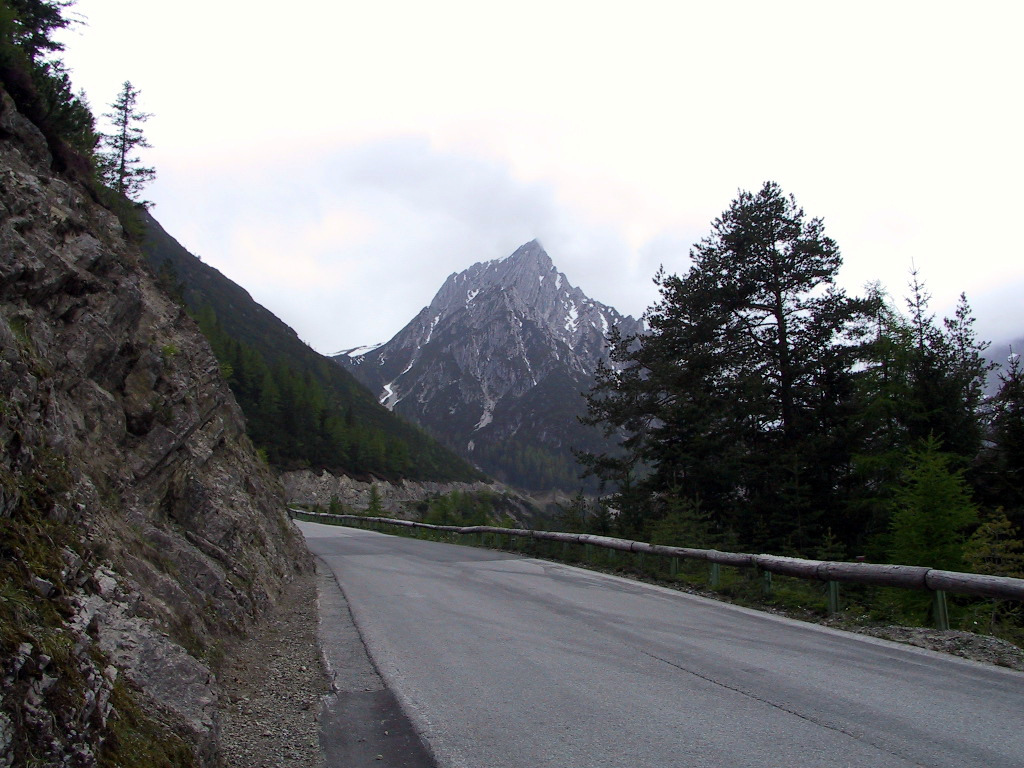
Steiler Anstieg der Passstraße von Imst
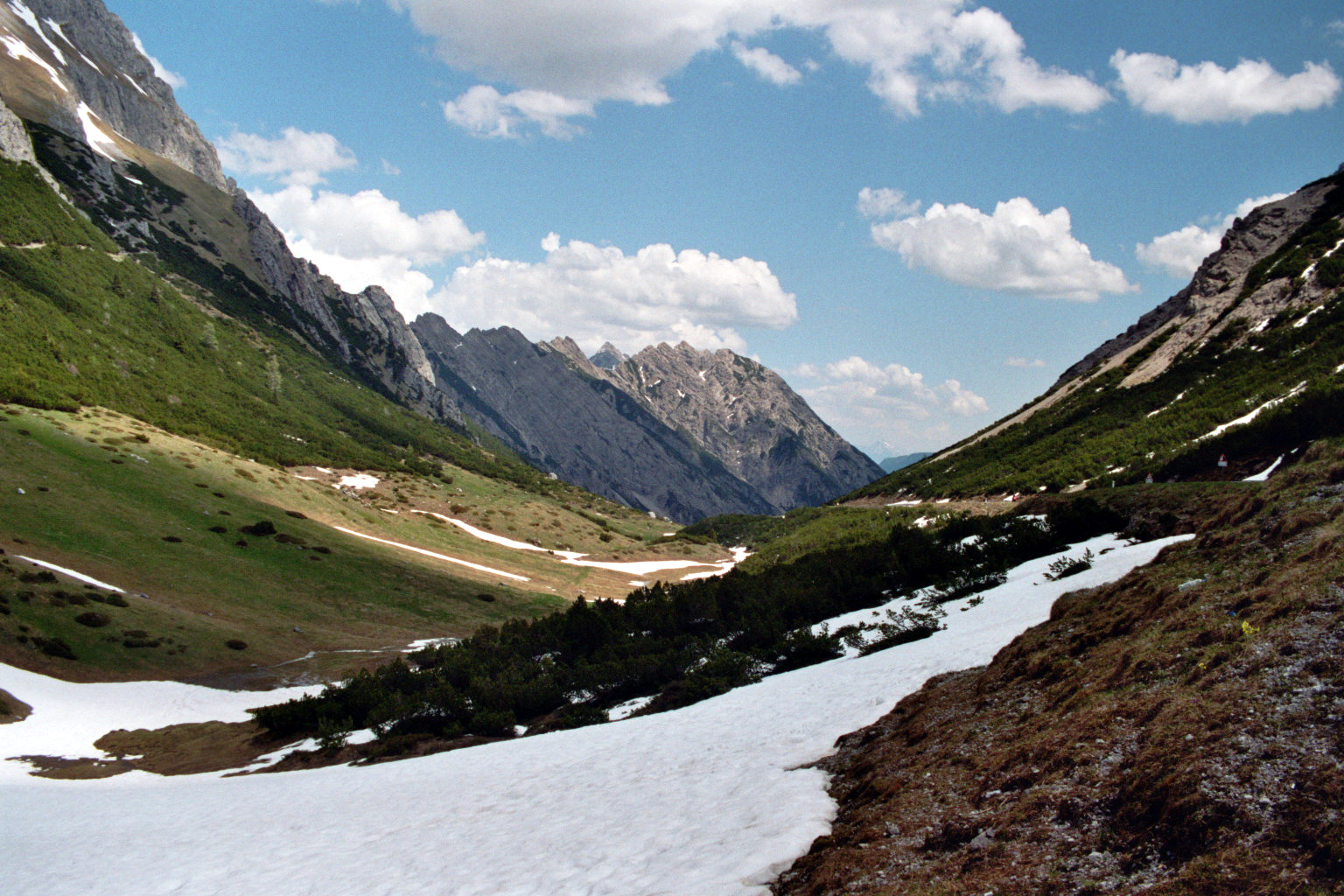
Blick von der Passhöhe nach Osten
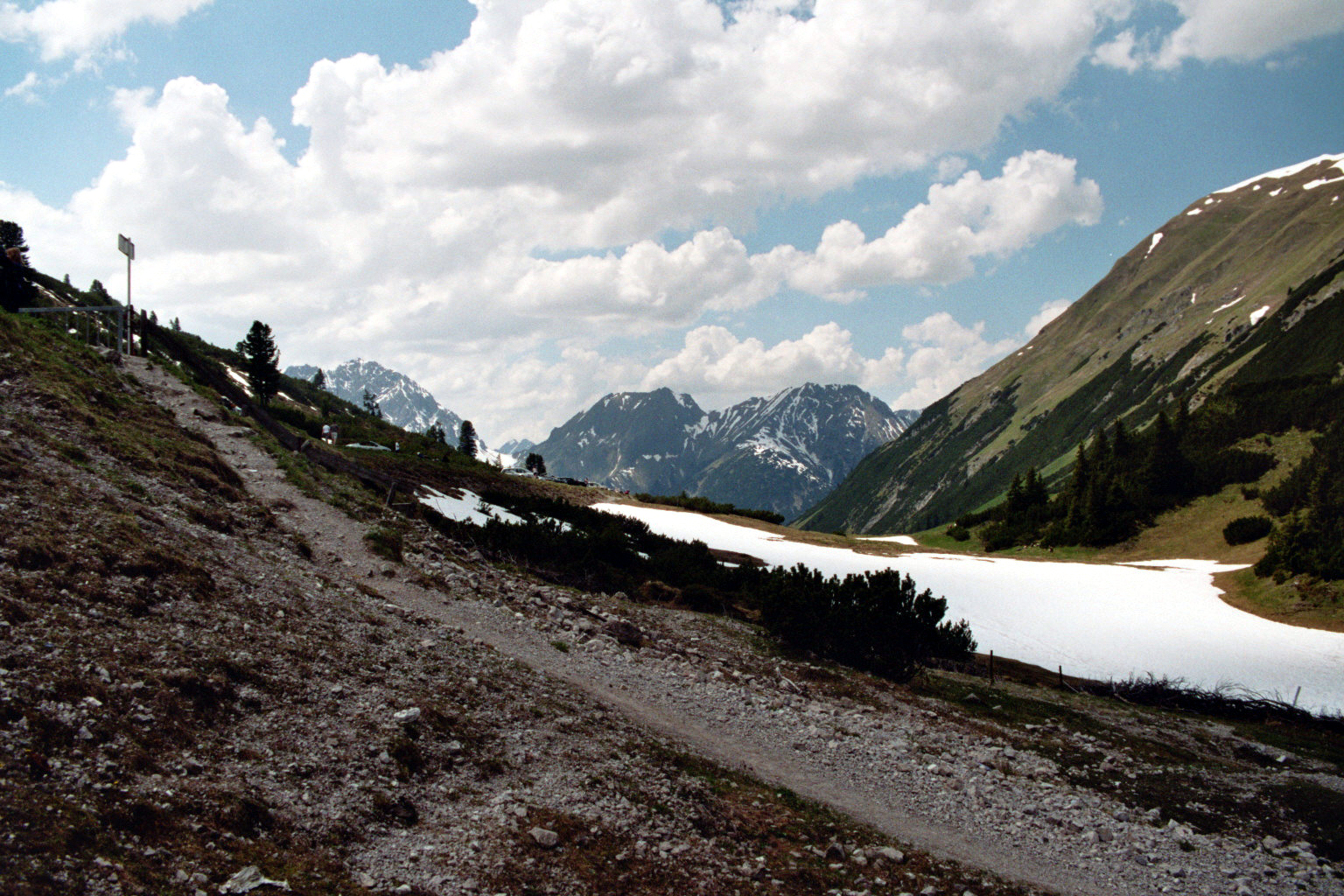
Blick von der Passhöhe nach Westen
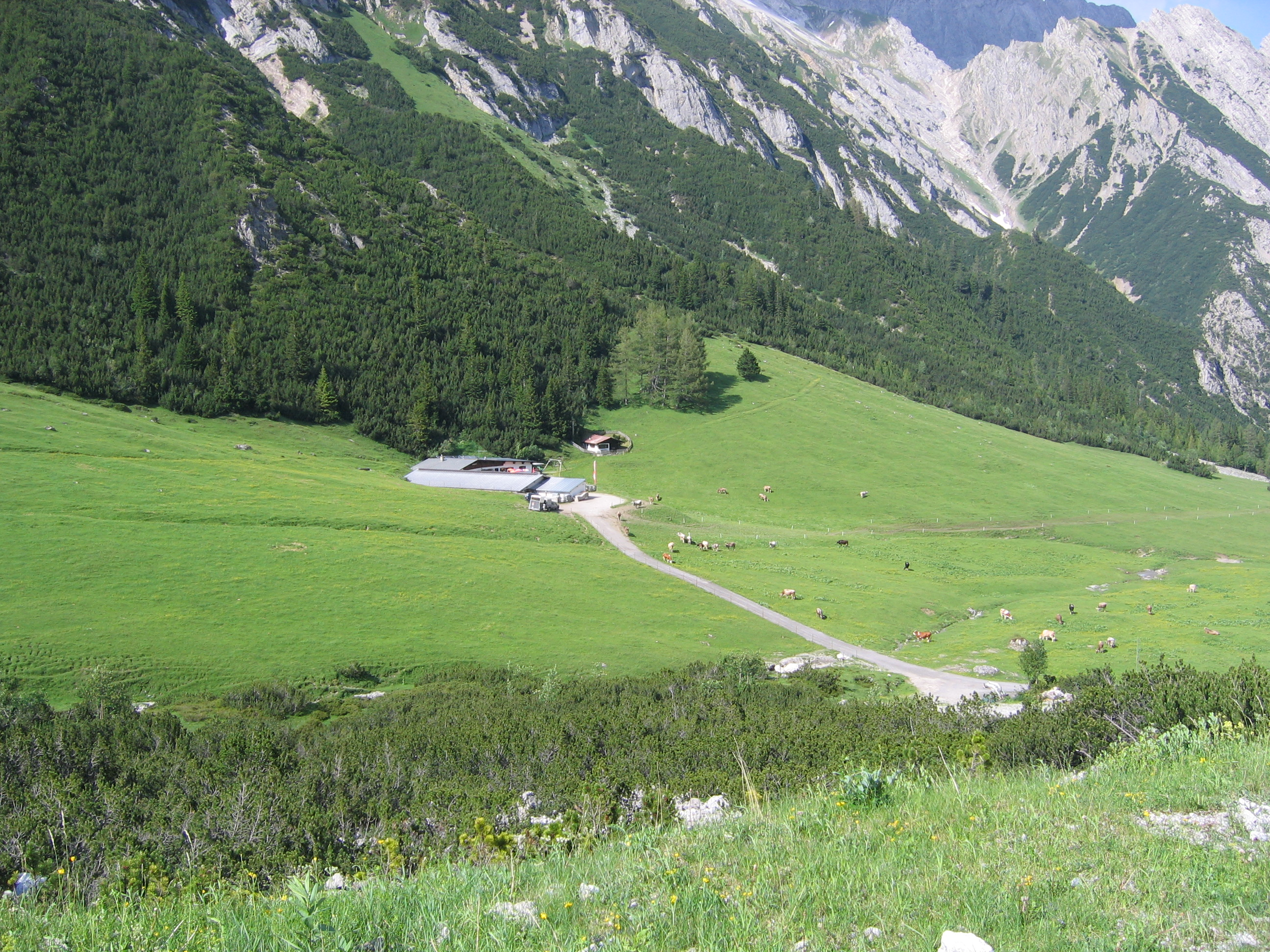
Maldonalm am Hahntennjoch
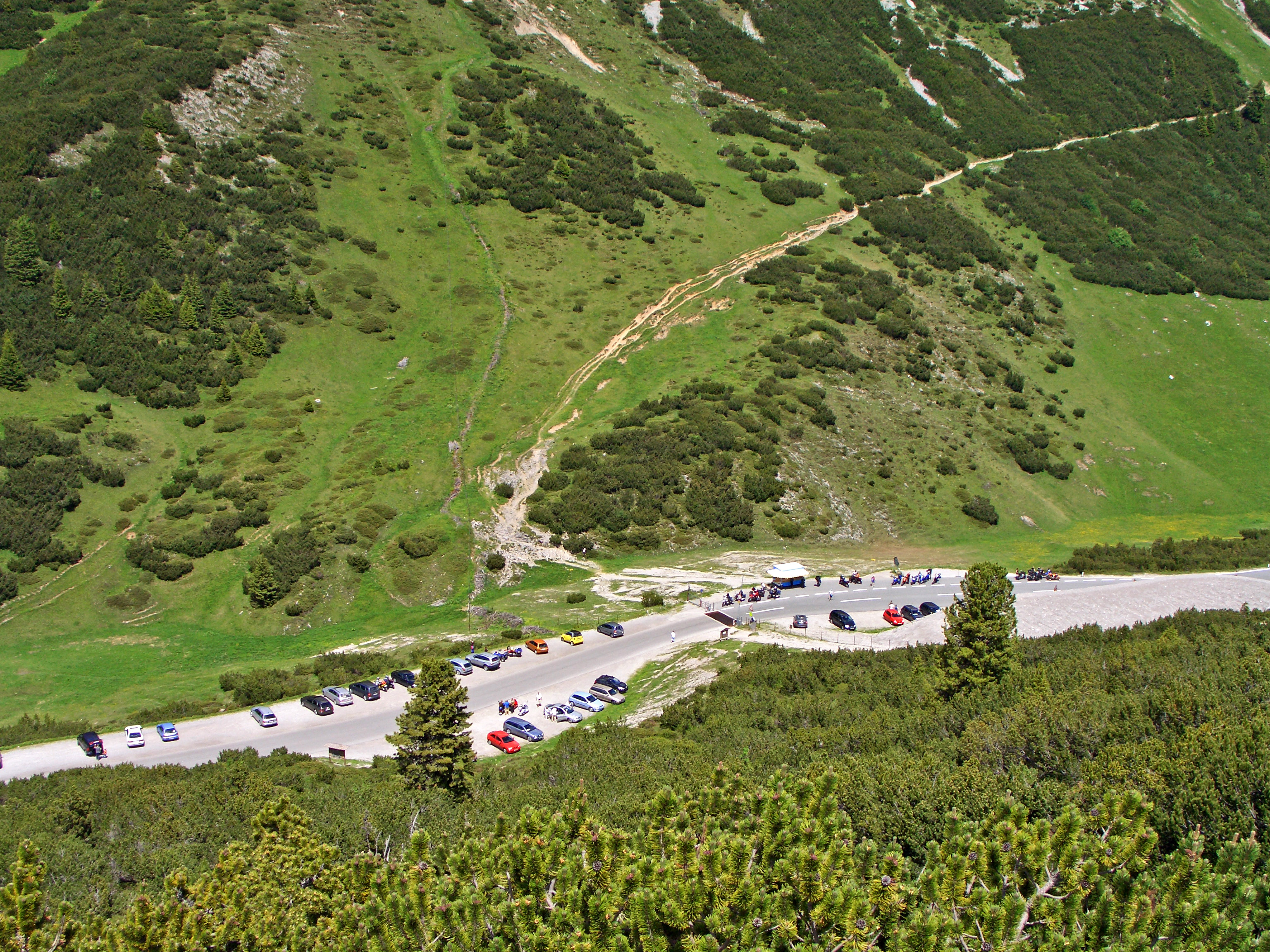
Hahntennjoch Passhöhe
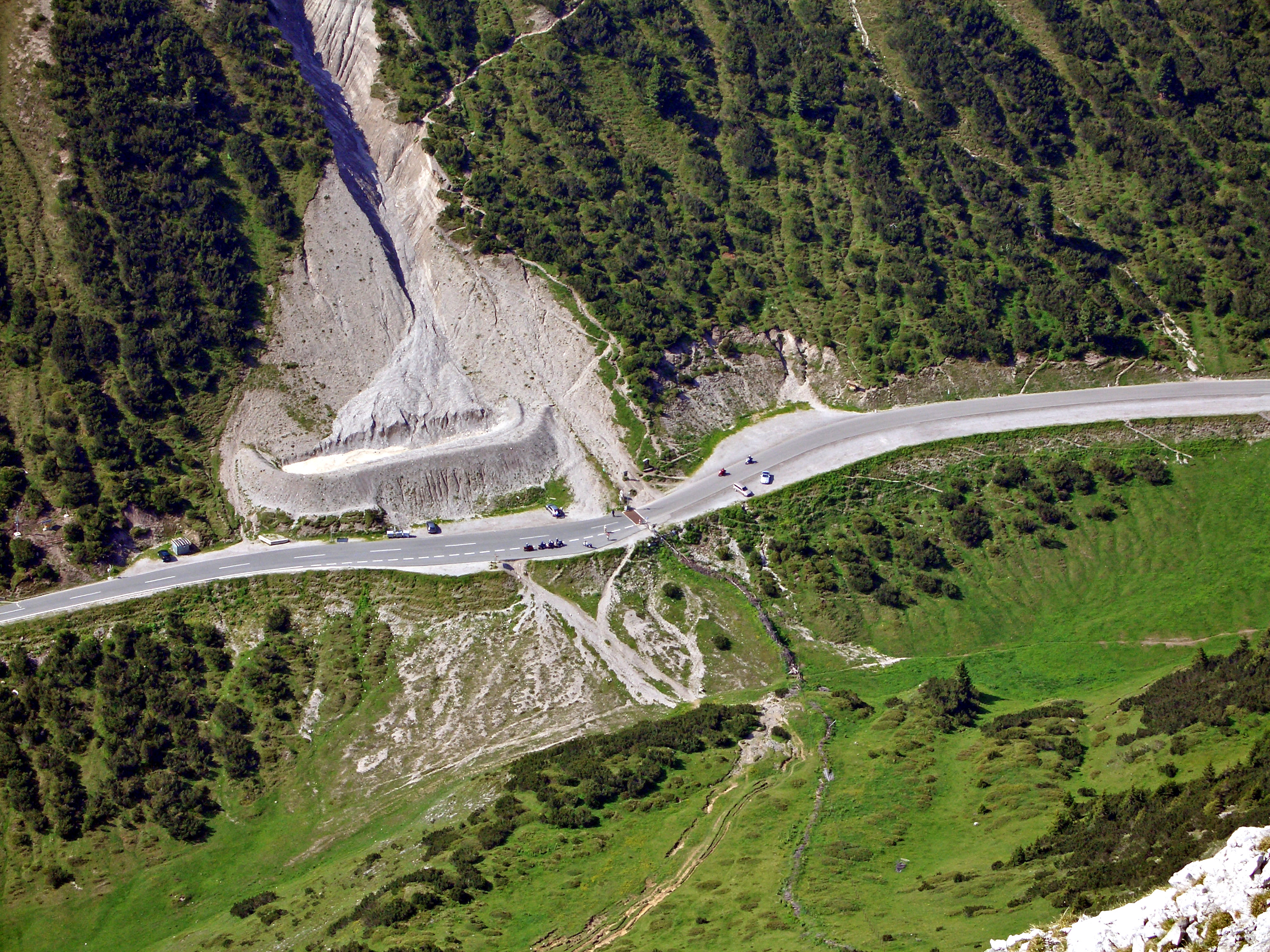
Hahntennjoch Passhöhe vom Gipfel des Falschen Kogels (2388 m)